# 肯尼斯·班布里奇
肯尼斯·汤普金斯·班布里奇（英語：Kenneth Tompkins Bainbridge，1904年7月27日—1996年7月14日）是曾供職於哈佛大学的美国物理学家，主要从事回旋加速器方面的研究。他對原子核同位素之間的質量差異進行了精確的測量，從而證明了阿尔伯特·爱因斯坦提出的質能等價概念，並曾擔任曼哈顿计划三位一体核试验的负责人，該核試驗於1945年7月16日舉行。班布里奇認為三位一体核试验是一個"可怕而令人討厭的場面"。他在核試驗結束後立即向罗伯特·奥本海默表示："現在我們都是混蛋。"